# Мюра (кантон)
Мюра́ (фр. Murat) — кантон во Франции, находится в регионе Овернь, департамент Канталь. Входит в состав округа Сен-Флур.
Код INSEE кантона — 1512. Всего в кантон Мюра входят 15 коммун, из них главной коммуной является Мюра.
Население кантона на 1999 год составляло 6 353 человека.

## Коммуны кантона
| Коммуна             | Население, чел. (1999) | Почтовый индекс | Код INSEE |
| ------------------- | ---------------------- | --------------- | --------- |
| Альбепьер-Бредон    | 237                    | 15300           | 15025     |
| Вирарг              | 140                    | 15300           | 15263     |
| Дьен                | 293                    | 15300           | 15061     |
| Лавесне             | 104                    | 15300           | 15100     |
| Лавесьер            | 586                    | 15300           | 15101     |
| Лавижри             | 102                    | 15300           | 15102     |
| Ла-Шапель-д’Аланьон | 250                    | 15300           | 15041     |
| Ле-Кло              | 260                    | 15400           | 15050     |
| Мюра                | 2153                   | 15300           | 15138     |
| Нёссарг-Муассак     | 1030                   | 15170           | 15141     |
| Сель                | 239                    | 15170           | 15031     |
| Шаваньяк            | 94                     | 15300           | 15047     |
| Шалинарг            | 433                    | 15170           | 15035     |
| Шастель-сюр-Мюра    | 96                     | 15300           | 15044     |
| Шейлад              | 336                    | 15400           | 15049     |